# Stanisław Urbańczyk
Stanisław Urbańczyk (ur. 27 lipca 1909 w Kwaczale, zm. 23 października 2001 w Krakowie) – polski językoznawca, profesor nauk humanistycznych (1946), profesor Uniwersytetu Mikołaja Kopernika w Toruniu, Uniwersytetu im. Adama Mickiewicza w Poznaniu, od 1956 profesor Uniwersytetu Jagiellońskiego, członek Polskiej Akademii Umiejętności (1989); redaktor Encyklopedii wiedzy o języku polskim (1978).

## Życiorys
Urodzony w rodzinie chłopskiej, ojciec Jan był pisarzem w Kwaczale, matka Rozalia z Głowniów pochodziła z sąsiedniej wsi Regulice, była córką młynarza. Miał dziesięcioro rodzeństwa. Ukończył szkołę 4-klasową w Kwaczale. W latach 1921–1929 był uczniem Gimnazjum Świętej Anny w Krakowie. W latach 1929–1934 studiował polonistykę i slawistykę na Uniwersytecie Jagiellońskim. W roku akademickim 1937/1938 podjął pracę jako asystent w Katedrze Języka Polskiego na tej uczelni, prowadził zajęcia z gramatyki opisowej i fonetyki polskiej; wśród studentów uczestniczących w jego zajęciach był Karol Wojtyła. W 1939 obronił doktorat; 6 listopada 1939 wraz z gronem uczonych krakowskich został aresztowany przez Niemców w czasie Sonderaktion Krakau i był więziony w obozach koncentracyjnych Sachsenhausen i Dachau.
W 1945 powrócił do pracy na Uniwersytecie Jagiellońskim, w tym samym roku obronił rozprawę habilitacyjną. W latach 1946–1948 był profesorem nadzwyczajnym Uniwersytetu Toruńskiego, 1947–1956 Uniwersytetu Poznańskiego (od 1955 pod nazwą Uniwersytet im. Adama Mickiewicza). W Poznaniu pełnił funkcję dziekana Wydziału Humanistycznego i Filologicznego (1950–1954). W 1956 został profesorem zwyczajnym Uniwersytetu Jagiellońskiego. Od 1953 był równocześnie pracownikiem Polskiej Akademii Nauk; pełnił m.in. funkcję wicedyrektora Instytutu Badań Literackich PAN, w 1973 przyczynił się do utworzenia w Krakowie Instytutu Języka Polskiego PAN i został jego pierwszym dyrektorem (do 1979). W 1979 przeszedł na emeryturę.
W 1989 został członkiem reaktywowanej Polskiej Akademii Umiejętności, objął zarazem kierownictwo Wydziału Filologicznego akademii. Brał udział w pracach komitetów PAN – Komitetu Językoznawstwa (1985–1986 przewodniczący, następnie honorowy przewodniczący) i Komitetu Słowianoznawstwa, był również członkiem i przewodniczącym Komisji Językoznawstwa i Słowianoznawstwa Oddziału PAN w Krakowie. W latach 1976–1991 przewodniczył Międzynarodowej Komisji Struktury Gramatycznej Języków Słowiańskich (w 1991 otrzymał tytuł honorowego przewodniczącego). Krótko po wojnie uczestniczył w pracach Głównej Komisji Ustalenia Nazw Miejscowości i Obiektów Fizjograficznych. Był ponadto członkiem wielu towarzystw i instytucji naukowych, m.in. Towarzystwa Miłośników Języka Polskiego (któremu od 1983 przewodniczył), Towarzystwa Naukowego w Toruniu, Poznańskiego Towarzystwa Naukowego, Instytutu Zachodniego w Poznaniu, Instytutu Śląskiego w Opolu.
Otrzymał tytuły doktora honoris causa uniwersytetów w Salzburgu (1972), Ołomuńcu (1991), Poznaniu, Erlangen.
Był żonaty z Aliną z domu Nitsch, miał troje dzieci: synów Stanisława Jakuba (ur. 1938) i Kazimierza (ur. 1944) oraz córkę Annę (ur. 1947).
Zmarł w wieku 92 lat, jeszcze niespełna miesiąc przed śmiercią biorąc udział w inauguracji roku akademickiego na Uniwersytecie Jagiellońskim. Został pochowany na cmentarzu Rakowickim w Krakowie (kwatera Ł-zach-po lewej Chłędowskiej).

## Twórczość
Zainteresowania naukowe Urbańczyka obejmowały historię języka, dialektologię, leksykografię, mitologię. W latach 1953–2001 kierował pracami redakcyjnymi nad Słownikiem staropolskim, pod jego kierownictwem ukazało się jedenaście tomów (w tym ostatni zeszyt ukazał się w 2002 i redagował go zespół). Był redaktorem naczelnym czasopism „Polonica” i „Język Polski” (organu Towarzystwa Miłośników Języka Polskiego, 1982–1997). Współpracował z Polskim Słownikiem Biograficznym. Przygotował do wydania oraz opatrzył wstępem i komentarzami Biblię królowej Zofii (1961–1971). Był również współautorem i redaktorem Encyklopedii języka polskiego (1991).
Wybór artykułów Stanisława Urbańczyka ukazał się w zbiorach Szkice z dziejów języka polskiego i Prace z dziejów języka polskiego. Był również autorem wspomnień – Uniwersytet za kolczastym drutem (Sachsenhausen – Dachau) (1946) i Z miłości do wiedzy (1999).
Ogłosił ponadto m.in.:
- Z dawnych stosunków językowych polsko-czeskich. Cz. I. Biblia królowej Zofii a staroczeskie przekłady Pisma św. (1946)
- Religia pogańskich Słowian (1947)
- Słownik staropolski (1953–2002) red. naczelny[5]
- Zarys dialektologii polskiej (1962)
- Dawni Słowianie – wiara i kult (1991)

## Ordery i odznaczenia
- Krzyż Komandorski Orderu Odrodzenia Polski (1962)[6]
- Order Sztandaru Pracy II klasy
- Krzyż Kawalerski Orderu Odrodzenia Polski
- Złoty Krzyż Zasługi (16 lipca 1954)[7]
- Złota Odznaka „Za Pracę Społeczną dla miasta Krakowa” (27 października 1969)[8]
- Złoty Medal im. Josefa Dobrovskiego Czechosłowackiej Akademii Nauk